# غالينا بارك
غالينا بارك (بالإنجليزية: Galena Park, Texas)‏ هي مدينة تقع في مقاطعة هاريس، تكساس بولاية تكساس في شمال شرق الولايات المتحدة. تبلغ مساحة هذه المدينة 12.9 (كم²)، وترتفع عن سطح البحر 8.5 م، بلغ عدد سكانها 10887 نسمة في عام 2010 حسب إحصاء مكتب تعداد الولايات المتحدة .

## التركيبة السكانية
حدّد مكتب تعداد الولايات المتحدة بيانات التركيبة السكانية لغالينا بارك في تعداد الولايات المتحدة. في ما يلي، التركيبة السكانية حسب تعدادي 2000 و2010.

### تعداد عام 2000
بلغ عدد سكان غالينا بارك 10,592 نسمة بحسب تعداد عام 2000، وبلغ عدد الأسر 3,054 أسرة وعدد العائلات 2,461 عائلة مقيمة في المدينة. في حين سجلت الكثافة السكانية 831.4 نسمة لكل كيلومتر مربع (2,153.3/ميل2). وبلغ عدد الوحدات السكنية 3,207 وحدة بمتوسط كثافة قدره 251.7 لكل كيلومتر مربع (651.9/ميل2).
وتوزع التركيب العرقي للمدينة بنسبة 63.35% من البيض و7.65% من الأمريكيين الأفارقة و0.57% من الأمريكيين الأصليين و0.40% من الأمريكيين ذوي الأصول الآسيوية و0.01% من سكان جزر المحيط الهادئ و24.35% من الأعراق الأخرى و3.68% من عرقين مختلطين أو أكثر و69.33% من الهسبانيون أو اللاتينيون من أي عرق.
بلغ عدد الأسر 3,054 أسرة كانت نسبة 53% منها لديها أطفال تحت سن الثامنة عشر تعيش معهم، وبلغت نسبة الأزواج القاطنين مع بعضهم البعض 61.9% من أصل المجموع الكلي للأسر، ونسبة 13.3% من الأسر كان لديها معيلات من الإناث دون وجود شريك،  بينما كانت نسبة 5.4% من الأسر لديها معيلون من الذكور دون وجود شريكة وكانت نسبة 19.4% من غير العائلات. تألفت نسبة 17% من أصل جميع الأسر من عدة أفراد يعيشون في نفس المنزل ونسبة 8.8% كانت تتألف من شخص يعيش بمفرده يبلغ من العمر 65 عاماً أو أكثر. وبلغ متوسط حجم الأسرة المعيشية 3.47، أما متوسط حجم العائلات فبلغ 3.92.
بلغ العمر الوسطي للسكان 28.0 عاماً. وكانت نسبة 33.8% من القاطنين تحت سن الثامنة عشر، وكانت نسبة 11.4% بين الثامنة عشر والرابعة والعشرين عاماً، ونسبة 28.6% كانت واقعةً في الفئة العمرية ما بين الخامسة والعشرين والرابعة والأربعين عاماً، ونسبة 16.2% كانت ما بين الخامسة والأربعين والرابعة والستين، ونسبة 9.9% كانت ضمن فئة الخامسة والستين عاماً فما فوق. يوجد لكل 100 أنثى 99.1 ذكر، ويوجد لكل 100 أنثى في الثامنة عشر من عمرها فما فوق 98.5 ذكر.
بلغ متوسط دخل الأسرة في المدينة 31,660 دولارًا، أما متوسط دخل العائلة فبلغ 34,702 دولارًا. وكان متوسط دخل الذكور 29,814 دولارًا مقابل 21,172 دولارًا للإناث. وسجل دخل الفرد الخاص بالمدينة 12,207 دولارًا. وكانت نسبة 21.5% من العائلات ونسبة 25.4% من السكان تحت خط الفقر، وكان من هؤلاء نسبة 34.6% تحت سن الثامنة عشر ونسبة 10.6% في الخامسة والستين من العمر وما فوق.

## معرض صور

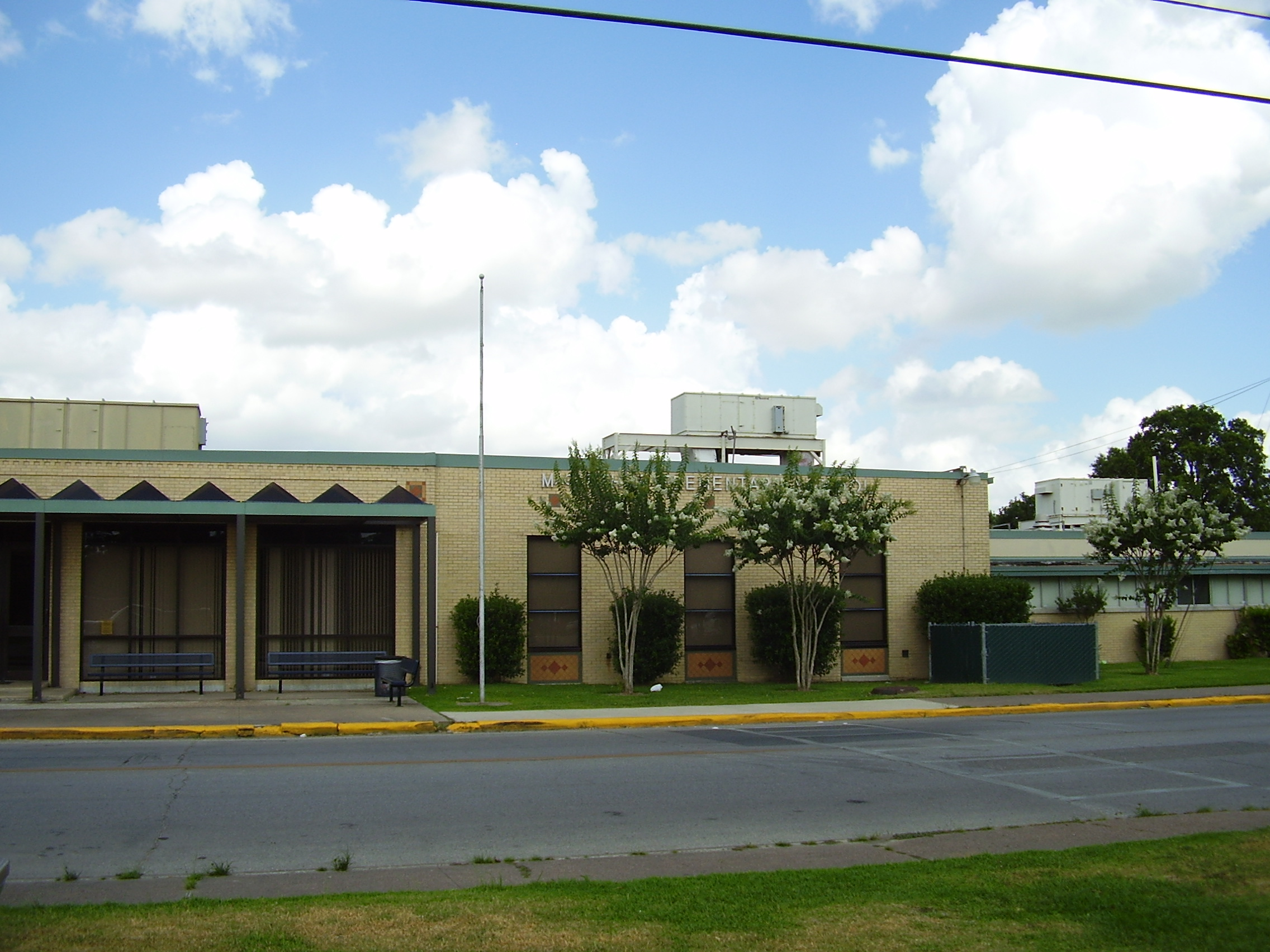
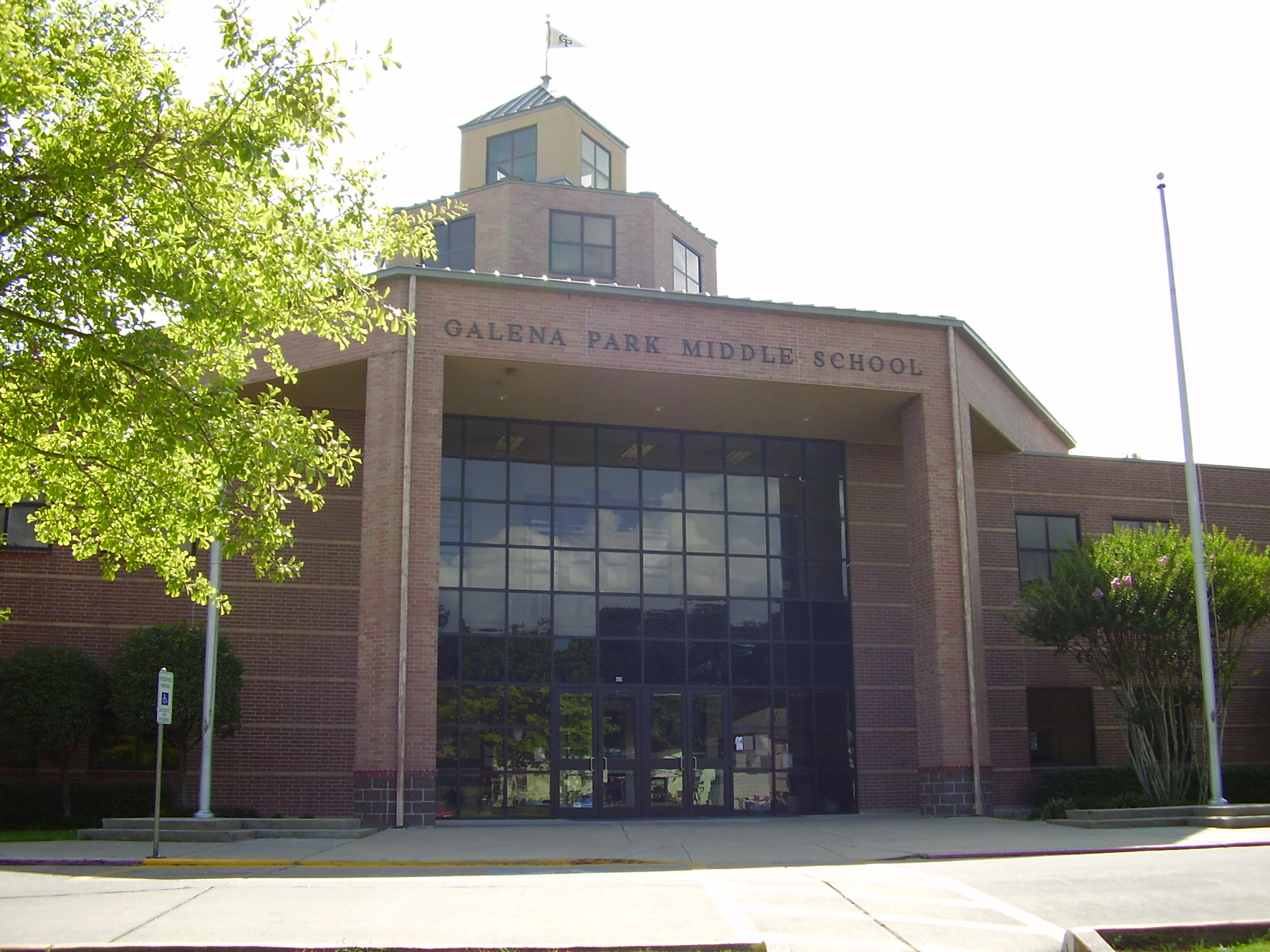
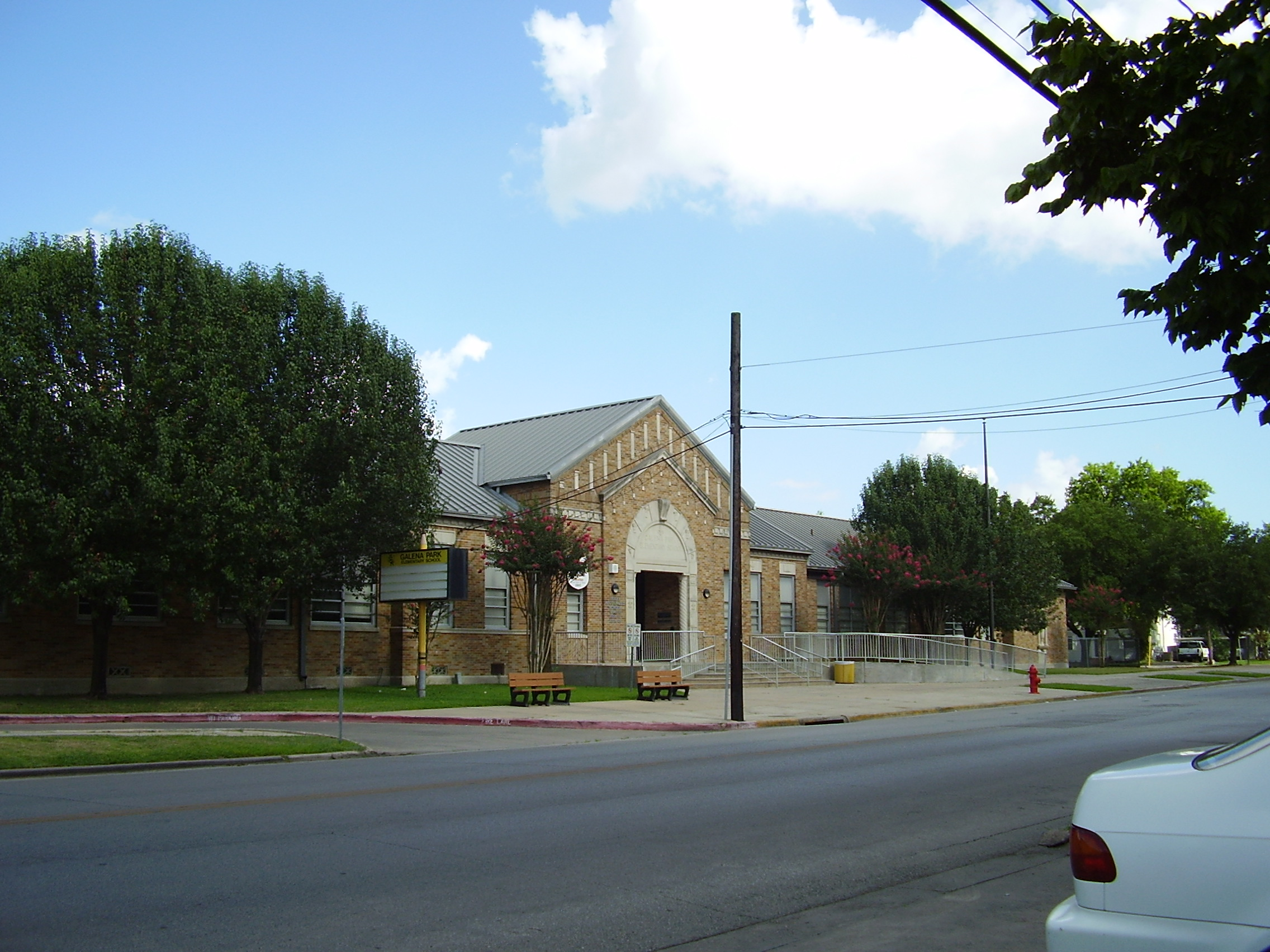
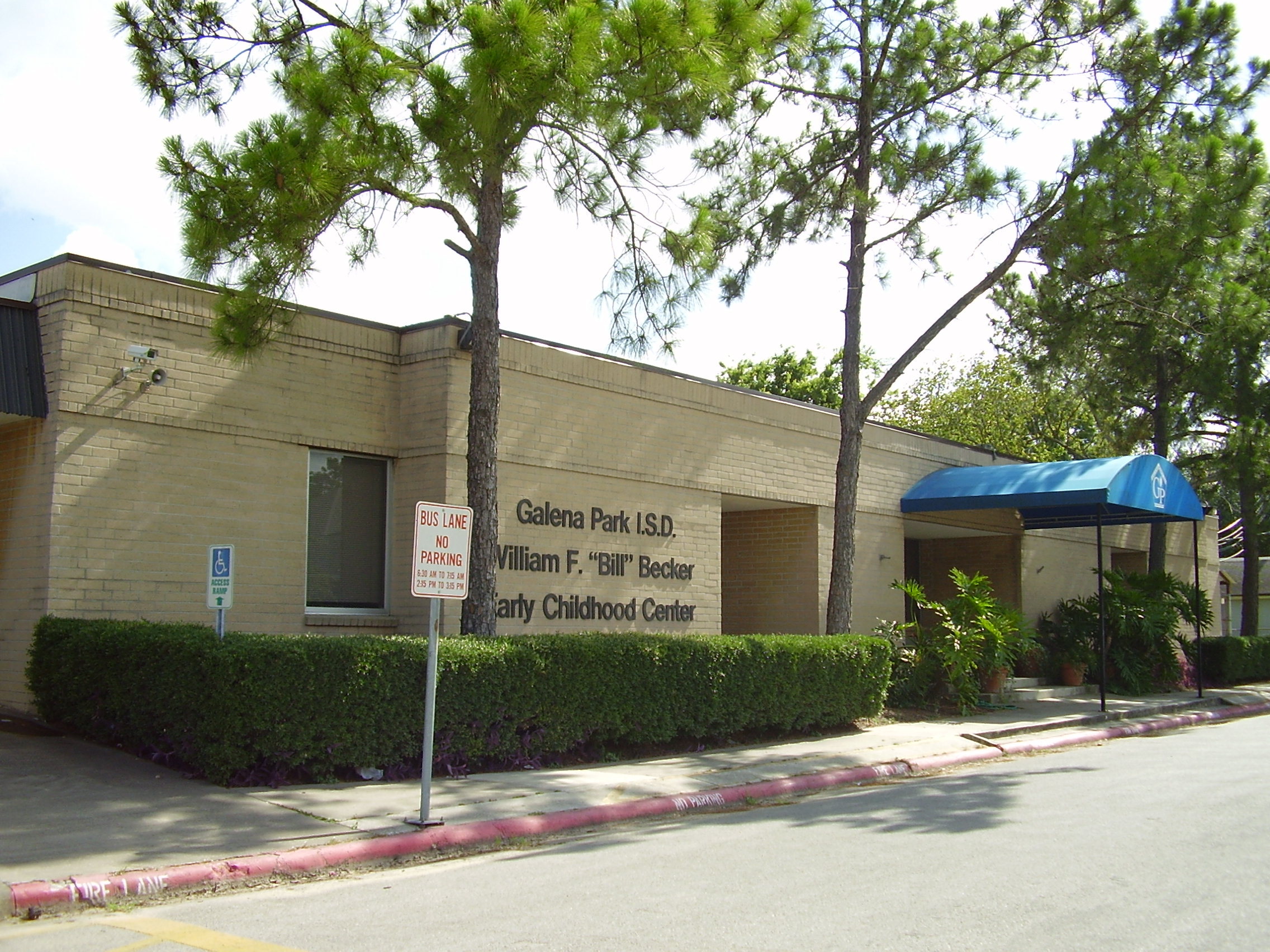

### تعداد عام 2010
بلغ عدد سكان غالينا بارك 10,887 نسمة بحسب تعداد عام 2010، وبلغ عدد الأسر 3,021 أسرة وعدد العائلات 2,475 عائلة مقيمة في المدينة. في حين سجلت الكثافة السكانية 854.6 نسمة لكل كيلومتر مربع (2,213.4/ميل2). وبلغ عدد الوحدات السكنية 3,273 وحدة بمتوسط كثافة قدره 256.9 لكل كيلومتر مربع (665.4/ميل2).
وتوزع التركيب العرقي للمدينة بنسبة 63.80% من البيض و6.84% من الأمريكيين الأفارقة و0.79% من الأمريكيين الأصليين و0.10% من الأمريكيين ذوي الأصول الآسيوية و0.01% من سكان جزر المحيط الهادئ و25.16% من الأعراق الأخرى و3.30% من عرقين مختلطين أو أكثر و81.38% من الهسبانيون أو اللاتينيون من أي عرق.
بلغ عدد الأسر 3,021 أسرة كانت نسبة 53.6% منها لديها أطفال تحت سن الثامنة عشر تعيش معهم، وبلغت نسبة الأزواج القاطنين مع بعضهم البعض 57.4% من أصل المجموع الكلي للأسر، ونسبة 17.8% من الأسر كان لديها معيلات من الإناث دون وجود شريك،  بينما كانت نسبة 6.8% من الأسر لديها معيلون من الذكور دون وجود شريكة وكانت نسبة 18.1% من غير العائلات. تألفت نسبة 15.1% من أصل جميع الأسر من عدة أفراد يعيشون في نفس المنزل ونسبة 6.5% كانت تتألف من شخص يعيش بمفرده يبلغ من العمر 65 عاماً أو أكثر. وبلغ متوسط حجم الأسرة المعيشية 3.60، أما متوسط حجم العائلات فبلغ 4.00.
بلغ العمر الوسطي للسكان 29.0 عاماً. وكانت نسبة 33.6% من القاطنين تحت سن الثامنة عشر، وكانت نسبة 10.8% بين الثامنة عشر والرابعة والعشرين عاماً، ونسبة 27.7% كانت واقعةً في الفئة العمرية ما بين الخامسة والعشرين والرابعة والأربعين عاماً، ونسبة 19.6% كانت ما بين الخامسة والأربعين والرابعة والستين، ونسبة 8.3% كانت ضمن فئة الخامسة والستين عاماً فما فوق. وتوزع التركيب الجنسي للسكان بنسبة 50.6% ذكور و49.4% إناث.

## وصلات خارجية
- www.cityofgalenapark-tx.gov
- The US50 - Cities and Towns in Texas State